# Subaru XT
Subaru XT, kortweg XT is een automodel van Subaru.
Subaru presenteerde in 1985 op basis van de toen recent geïntroduceerde Leone (LII) de XT. Het model had een erg bijzonder design, welk tegenwoordig nog steeds opzienbarend is. Zeer kenmerkend is de sterke wigvorm van de carrosserie, het vliegtuig-cockpitachtige design van het dashboard en de vele details die de XT tot een bijzonderheid maakte. De XT werd in Nederland geleverd met een 1.8 turbomotor die 136pk leverde. Koos men voor een automaat dan was het model tevens voorzien van elektropneumatische vering, een digitaal dashboard en een groot open dak.
Buiten Europa werd de XT ook wel Subaru Alcyone genoemd en in Australië en Nieuw-Zeeland Subaru Vortex. Ook is de XT leverbaar geweest als 1.8 zonder turbo met 97pk en als XT6 met een 2.7 H6 (zescilinder boxermotor) met 145pk.
In 1991 is de productie gestopt en in 1992 is de Subaru SVX op de markt gekomen.
In productie:
Impreza ·
WRX STi ·
XV · 
Forester ·
Levorg ·
Legacy ·
Outback ·
BRZ

Niet meer geproduceerd:
360 · 
Sambar · 
R-2 · 
Rex (Mini Jumbo) ·
Vivio ·
Exiga ·
Justy/G3X Justy ·
1000 ·
Traviq ·
Baja ·
E-wagon (Libero) · 
1500 ·
Leone · 
Trezia · 
XT · 
SVX ·
Tribeca

Conceptauto's:
Viziv ·
B5-TPH ·
Hybrid Tourer ·
B11S
Acura · Daihatsu · Honda · Infiniti · Lexus · Mazda · Mitsubishi · Mitsuoka · Nissan · Scion · Subaru · Suzuki · Toyota